# Педагогічна поема
Педагогічна поема — найзначніший твір радянського педагога і письменника А. С. Макаренка. Вийшла в 1931 році, адресована широкому колу читачів.

## Сюжет
Твір містить оповідь від першої особи (Антон Макаренко) про перевиховання неповнолітніх правопорушників в дитячій трудовій колонії під Полтавою, творцем і керівником якої в 1920-ті роки був автор. Описано досвід створення повної педагогічної системи на прикладі колонії для неповнолітніх, перетвореної в дитячу трудову колонію з частковим самоуправлінням.